# 光村遗址
光村遗址，位于山西省运城市新绛县城西北约5公里处的光村北约100米处，是中华人民共和国山西省文物保护单位之一。
1965年5月24日，授予山西省文物保护单位，是一座古遗址。